# Lamingtonium
Lamingtonium – rodzaj chrząszcza z monotypowej rodziny Lamingtoniidae.

## Zasięg występowania
Przedstawiciele rodzaju występują we wschodniej części Australii (płd. Queensland, płn. Nowa Południowa Walia, Wiktoria i Tasmania).

## Systematyka
Do Lamingtonium zaliczane są trzy gatunki:
- Lamingtonium binnaburrense
- Lamingtonium loebli
- Lamingtonium thayerae